# Theodor Lipps
Theodor Lipps (Wallhalben, 28 luglio 1851 – Monaco di Baviera, 17 ottobre 1914) è stato un filosofo e psicologo tedesco.

## Biografia
Lipps ottenne il dottorato a Lipsia con Wilhelm Wundt. Dopo aver insegnato a Bonn (1877–1890) ed essere diventato professore a Breslavia (1890–1894) si trasferì all'università di Monaco di Baviera (1894–1914), dove succedette a Carl Stumpf sulla cattedra di "Filosofia Sistematica".
Lipps si occupò soprattutto di psicologia estetica e empatia. Tra le sue opere fondamentali sono annoverate Grundtatsachen des Seelenlebens ("Fatti fondamentali della vita psichica", 1883) e Raumästhetik und geometrisch-optische Täuschungen ("Estetica spaziale e illusioni geometrico-ottiche", 1897).
Gli studenti di Lipps a Monaco dal 1895 si organizzarono in un'"Associazione Psicologica" (Psychologische Verein), che comprese tra l'altro Alexander Pfänder, Adolf Reinach, Theodor Conrad, Gustav Fischer, Dietrich von Hildebrand, Moritz Geiger, Otto Selz, Aloys Fischer, Johannes Daubert, Fritz Weinmann e Alfred Schwenniger.
Fu Daubert a introdurre le Ricerche logiche di Husserl alla cerchia di Lipps e a contribuire così alla diffusione della fenomenologia a Monaco. Le critiche antipsicologistiche rivolte contro Lipps ebbero non solo l'effetto di far cambiare rotta a Lipps stesso (già dal 1903), ma anche ad indirizzare tutta la sua cerchia di studenti alla fenomenologia. Nel 1904 Husserl visitò Lipps e partecipò ad una sessione del Psychologischer Verein, discutendo fino a tarda notte. Nell'estate successiva 1905 Daubert, assieme a Weinmann, Reinach e Schwenniger, andarono a Gottinga per seguire le lezioni di Husserl. Così dalla cerchia di studenti sotto Lipps nacque la fenomenologia di Monaco. Solo nel 1907 sarà fondata una cerchia simile a Gottinga tra gli studenti di Husserl, ispirata proprio allo Psychologischer Verein di Lipps.

## Opere
- Grundtatsachen des Seelenlebens, Bonn: Cohen & Sohn, 1883.
- Komik und Humor, 1898.
- Ästhetik. Psychologie des Schönen und der Kunst, Hamburg/Leipzig: Voss, 1903/06.
- Leitfaden der Psychologie, Leipzig: Engelmann, 1909.
- "Zur Einfühlung." In Psychologische Untersuchungen. Vol. 2. Ed. Th. Lipps. Leipzig: Engelmann, 1913.
- Einfühlung, 1903, Empatia e godimento estetico, in "Discipline filosofiche", n 12 , 2002.